# Pool House

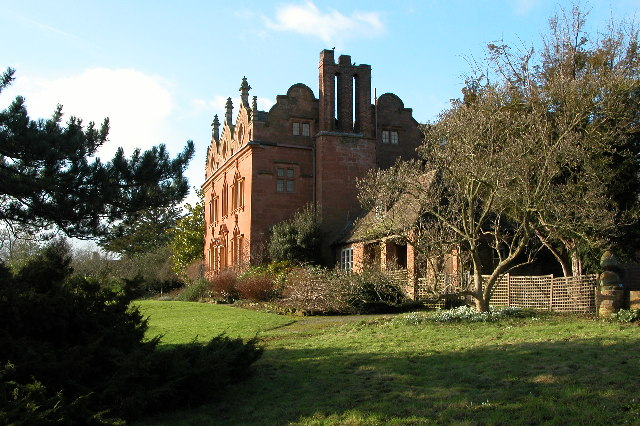
Pool House

Pool House ist ein Landhaus im Dorf Astley in den Malvern Hills in der englischen Grafschaft Worcestershire. English Heritage hat es als historisches Bauwerk II*. Grades gelistet.
In der Gegend um Stourport-on-Severn gibt es eine ganze Reihe großer Landhäuser, worunter Witley Court, Astley Hall, Pool House, Areley Hall, Hartlebury Castle und Abberley Hall besonders bemerkenswert sind.
Pool House stammt aus dem 17. Jahrhundert. 1760 wurde eine neugotische Frontfassade hinzugefügt. Das Haus ist aus rotem Sandstein erbaut.